# Final do Campeonato Europeu de Futebol de 2008
A final do Campeonato Europeu de Futebol de 2008 foi um jogo de futebol disputado em 29 de junho de 2008 no Ernst-Happel-Stadion de Viena, Áustria. A Espanha venceu a Alemanha por 1-0. Antes do início da partida o cantor espanhol Enrique Iglesias cantou a música oficial do torneio chamada: Can Your Hear Me.

## Caminho até à Final
| Equipe   | Pts | J | V | E | D | GM | GS | +/- |
| -------- | --- | - | - | - | - | -- | -- | --- |
| Croácia  | 9   | 3 | 3 | 1 | 0 | 6  | 1  | +5  |
| Alemanha | 6   | 3 | 2 | 2 | 0 | 4  | 2  | +2  |
| Áustria  | 1   | 3 | 1 | 1 | 1 | 4  | 3  | 1   |
| Polónia  | 1   | 3 | 1 | 0 | 3 | 1  | 9  | –8  |

| Equipe  | Pts | J | V | E | D | GM | GS | +/- |
| ------- | --- | - | - | - | - | -- | -- | --- |
| Espanha | 9   | 3 | 2 | 1 | 0 | 6  | 1  | +5  |
| Rússia  | 6   | 3 | 1 | 2 | 0 | 4  | 2  | +2  |
| Suécia  | 4   | 3 | 1 | 1 | 1 | 4  | 3  | 1   |
| Grécia  | 0   | 3 | 0 | 0 | 3 | 1  | 9  | –8  |

## Jogo

### Resumo
No jogo final no Ernst-Happel-Stadion, na Áustria, a Espanha venceu o torneio com um placar de 1-0 sobre a Alemanha. A Espanha rapidamente assumiu o controle do jogo durante o primeiro tempo, com o gol de Fernando Torres.

### Detalhes
| 29 de junho de 2008 | Alemanha | 0–1    | Espanha    | Ernst-Happel-Stadion, Viena, Áustria         |
| 20h45min CEST       |          | Súmula | Torres 33' | Público: 51,428 Árbitro: ITA Roberto Rosetti |

| Alemanha | Espanha |

| G              | 1  | Jens Lehmann           |     |     |
| LD             | 3  | Arne Friedrich         |     |     |
| Z              | 17 | Per Mertesacker        |     |     |
| Z              | 21 | Christoph Metzelder    |     |     |
| LE             | 16 | Philipp Lahm           |     | 46' |
| M              | 8  | Torsten Frings         |     |     |
| M              | 15 | Thomas Hitzlsperger    |     | 58' |
| MD             | 7  | Bastian Schweinsteiger |     |     |
| MA             | 13 | Michael Ballack        | 43' |     |
| ME             | 20 | Lukas Podolski         |     |     |
| A              | 11 | Miroslav Klose         |     | 79' |
| Substituições: |    |                        |     |     |
| Z              | 2  | Marcell Jansen         |     | 46' |
| A              | 22 | Kevin Kurányi          | 88' | 58' |
| A              | 9  | Mario Gómez            |     | 79' |
| Técnico:       |    |                        |     |     |
| Joachim Löw    |    |                        |     |     |

| G              | 1  | Iker Casillas   | 43' |     |
| LD             | 15 | Sergio Ramos    |     |     |
| Z              | 4  | Carlos Marchena |     |     |
| Z              | 5  | Carles Puyol    |     |     |
| LE             | 11 | Joan Capdevila  |     |     |
| V              | 19 | Marcos Senna    |     |     |
| MD             | 6  | Andrés Iniesta  |     |     |
| M              | 8  | Xavi            |     |     |
| M              | 10 | Cesc Fàbregas   |     | 63' |
| ME             | 21 | David Silva     |     | 66' |
| A              | 9  | Fernando Torres | 74' | 78' |
| Substituições: |    |                 |     |     |
| M              | 14 | Xabi Alonso     |     | 63' |
| M              | 12 | Santi Cazorla   |     | 66' |
| A              | 17 | Daniel Güiza    |     | 78' |
| Técnico:       |    |                 |     |     |
| Luis Aragonés  |    |                 |     |     |

| Homem da Partida Fernando Torres Árbitros assistentes Alessandro Griselli Paolo Calcagno Quarto Árbitro Peter Fröjdfeldt | Regras da partida - 90 minutos de tempo regulamentar - 30 minutos de prorrogação, se necessário - Disputa por pênaltis, se empate persistir - Máximo de 3 substituições por equipe |